# Herodes Agripa II
Agripa II (27-92), llamado originalmente Marco Julio Agripa (en latín Marcus Iulius Agrippa) fue gobernante de Judea durante la época del dominio romano. 

## Biografía

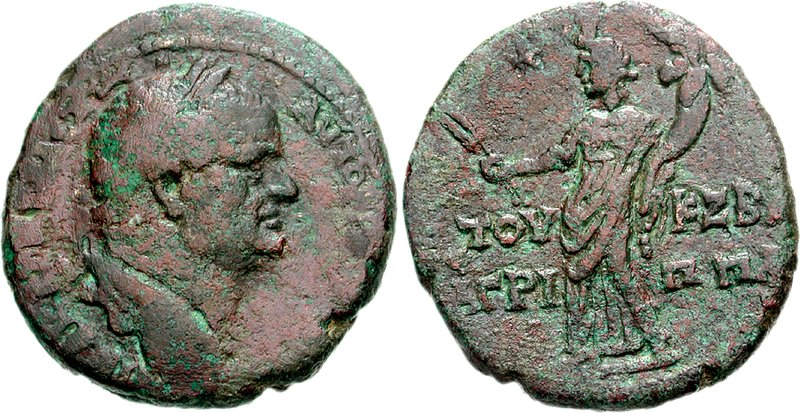
Moneda de Herodes Agripa II.

Bisnieto de Herodes el Grande, e hijo de Herodes Agripa I que había sido rey de Judea hasta su muerte en el 44, mencionada en Hechos 12, Agripa II se había criado en la corte del emperador Claudio, pero debido a que tenía solamente diecisiete años cuando murió su padre, no le permitieron heredar su reino. Más tarde, cuando murió su tío, el rey Herodes de Calcis, le asignaron su principado. El rey Herodes de Calcis se había casado con la hermana de Agripa II, Berenice. 
Cuando Claudio fue proclamado emperador, entregó a Agripa II la responsabilidad de nombrar al sumo sacerdote de los judíos, cambió Calcis por algunos principados en la Palestina del norte y, además, le asignó el título de rey.
En el Nuevo Testamento se cuenta cómo Agripa y Berenice conocieron a Pablo de Tarso, preso en Cesarea y a punto de partir hacia Roma para ser juzgado por el emperador. Agripa consideraba que Pablo no había cometido delito alguno digno de prisión o castigo.
En excavaciones recientes en los cimientos del Muro de las Lamentaciones se han encontrado monedas acuñadas por Agripa II. Los arqueólogos Ronni Reich y Eli Shukrun concluyen que el muro fue construido por Agripa II, no por su bisabuelo Herodes el Grande como se creía hasta el momento.[cita requerida]

## Primeros años
Herodes Agripa II era hijo del primer y más conocido Herodes Agripa y hermano de  Berenice, Mariamne y Drusila (segunda esposa del procurador romano Marco Antonio Félix). Fue educado en la corte del emperador Claudio, y a la muerte de su padre sólo tenía diecisiete años. Por ello, Claudio lo mantuvo en Roma, y envió a Cuspio Fado como procurador de la provincia romana de Judea. Durante su estancia en Roma, manifestó a Claudio su apoyo a los judíos, y en contra de los samaritanos y del procurador de la provincia de Judea, Ventidius Cumanus, de quien últimamente se pensaba que había sido el causante de algunos disturbios allí.

## Ascenso en el poder

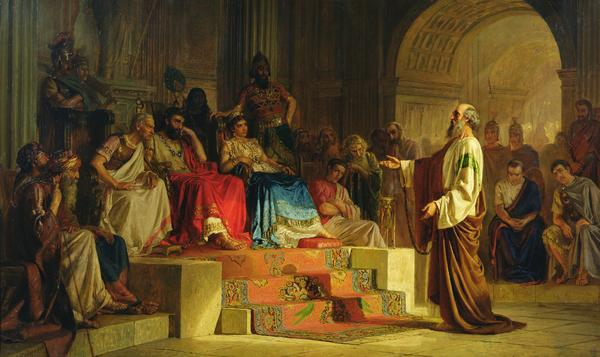
El apóstol Pablo a prueba por Nikolai Bodarevsky, 1875. Agripa y Berenice están sentados en sendos tronos.

A la muerte del rey Herodes de Calcis en el año 48, su reino fue entregado a Agripa, con el derecho de supervisar el Templo de Jerusalén y nombrar a su sumo sacerdote, pero sólo como tetrarca.
En el año 53, Agripa se vio obligado a renunciar a la tetrarquía de Calcis, pero a cambio Claudio le hizo gobernante con el título de rey sobre los territorios anteriormente gobernados por Filipo, a saber, Iturea, Trachonitis, Batanea, Altos del Golán, Haurán y Banias, así como el reino de Lisanias en Abila. La tetrarquía de Calcis fue posteriormente en el año 57 entregada a su primo, Aristóbulo. Herodes Agripa lo celebró casando a sus dos hermanas Mariamne y Drusila. Flavio Josefo, el historiador judío, repite el chisme de que Agripa vivía en una relación incestuosa con su hermana, Berenice.
En el año 55, el emperador Nerón añadió al reino de Agripa las ciudades de Tiberíades y Tariquea, en Galilea, y Livias, con catorce aldeas cercanas, en Perea.
Fue ante Agripa y su hermana Berenice que, según el Nuevo Testamento, Pablo Apóstol alegó su caso en Cesarea Marítima, probablemente en el año 59 o 60.
Agripa gastó grandes sumas en embellecer Jerusalén y otras ciudades, especialmente Iulia Augusta Felix Berytus (nombre romano de Beirut), ciudad helenizada de Fenicia. Su parcialidad por esta última le hizo impopular entre sus propios súbditos, y la forma caprichosa en que nombraba y deponía a los sumos sacerdotes le granjeó la antipatía de sus correligionarios.